# Rallye Frankreich 2010
Die 1. Rallye Frankreich wurde zum ersten Mal im Elsass ausgetragen und nicht wie vorher traditionell auf Korsika. Der elfte Lauf zur Rallye-Weltmeisterschaft 2010 fand vom 1. bis zum 3. Oktober statt bei Straßburg. Die Rallye war auch der achte Lauf zur Production World Rally Championship (PWRC) und der neunte Lauf der Super 2000 World Rally Championship (SWRC), sowie der fünfte Lauf der Junior World Rally Championship (JWRC).

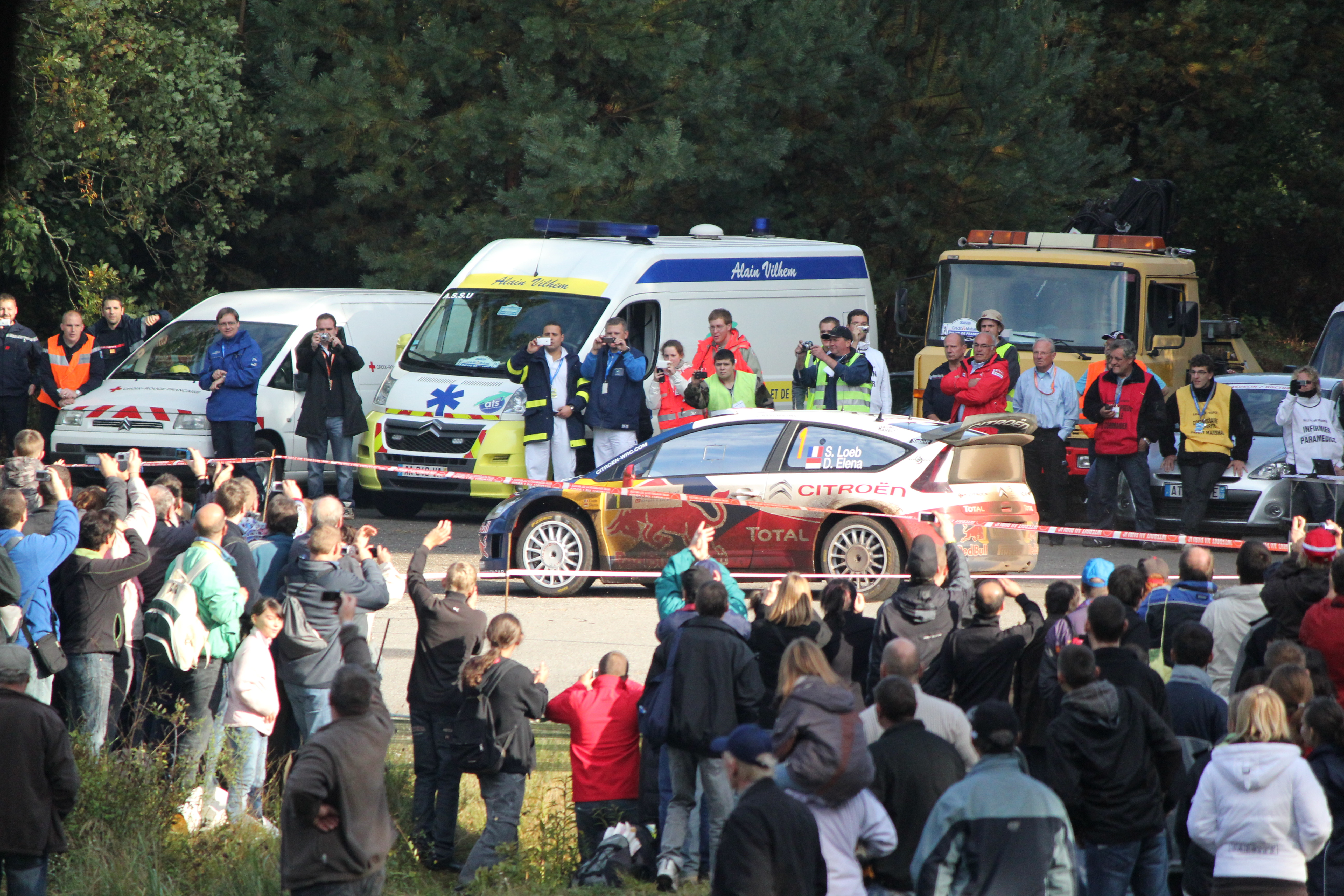
Sébastien Loeb und Daniel Elena bei der Rallye Frankreich 2010.

## Bericht
Nach der abschließenden Wertungsprüfung in den Straßen von Hagenau hatte Sébastien Loeb 35,7 Sekunden Vorsprung auf Teamkollege Dani Sordo, der als Zweiter den Doppelsieg für das Citroën-Werksteam perfekt machte. Citroën hatte somit den Herstellertitel vorzeitig gewonnen. Loeb und Co-Pilot Daniel Elena standen, nach dem 60. Sieg in der WRC, zum siebten Mal in Folge als Weltmeister fest. Den Weltmeistertitel konnten Loeb und Elena in der Heimatstadt von Loeb in Hagenau feiern unter der Begeisterung von zehntausenden Zuschauern.
Petter Solberg, als Privatier ebenfalls in einem Citroën C4 WRC unterwegs, sicherte sich den dritten Rang. Solberg stand bis zum Schluss unter Druck von Jari-Matti Latvala (Ford). Doch da die 19. Wertungsprüfung wegen zu vielen Zuschauern aus Sicherheitsgründen abgesagt werden musste, hatte Latvala kaum mehr Gelegenheit, Solberg noch einzuholen. Latvala belegte am Ende den vierten Rang, 12,5 Sekunden hinter Solberg. Ford-Teamkollege Mikko Hirvonen konnte das Tempo der Spitzengruppe bei schlammigen und rutschigen Straßen nach starkem Regen nicht mitgehen und verlor den Anschluss im Verlauf der Rallye. Er wurde mit über zwei Minuten Rückstand Fünfter.
Der sechste Rang ging an Citroën-Junior Sébastien Ogier. Er kämpfte bis zum Samstagnachmittag um die Podiumsplätze. Dann zog er sich einen Aufhängungsschaden zu und musste den Renntag vorzeitig beenden. Am Sonntag startete Ogier mit großem Rückstand wieder.

## Klassifikationen

### Endresultat
| Pos    | Fahrer              | Beifahrer               | Auto                      | Zeit      | Rückstand | Punkte |
| WRC    | WRC                 | WRC                     | WRC                       | WRC       | WRC       | WRC    |
| ------ | ------------------- | ----------------------- | ------------------------- | --------- | --------- | ------ |
| 1      | Sébastien Loeb      | Daniel Elena            | Citroën C4 WRC            | 3:05:49.3 | 00:00.0   | 25     |
| 2      | Dani Sordo          | Diego Vallejo           | Citroën C4 WRC            | 3:06:25.0 | 00:35.7   | 18     |
| 3      | Petter Solberg      | Chris Patterson         | Citroën C4 WRC            | 3:07:06.1 | 01:16.8   | 15     |
| 4      | Jari-Matti Latvala  | Miikka Anttila          | Ford Focus RS WRC         | 3:07:18.6 | 01:29.3   | 12     |
| 5      | Mikko Hirvonen      | Jarmo Lehtinen          | Ford Focus RS WRC         | 3:09:33.1 | 03:43.8   | 10     |
| 6      | Sébastien Ogier     | Julien Ingrassia        | Citroën C4 WRC            | 3:17:45.2 | 11:55.9   | 8      |
| 7      | Federico Villagra   | Diego Curletto          | Ford Focus RS WRC         | 3:20:04.7 | 14:15.4   | 6      |
| 8      | Matthew Wilson      | Scott Martin            | Ford Focus RS WRC         | 3:20:16.2 | 14:26.9   | 4      |
| 9      | Henning Solberg     | Stéphane Prévot         | Ford Fiesta S2000         | 3:22:38.2 | 16:48.9   | 2      |
| 10     | Patrik Sandell      | Emil Axelsson           | Škoda Fabia S2000         | 3:23:01.6 | 17:12.3   | 1      |
| SWRC   |                     |                         |                           |           |           |        |
| 1 (10) | Patrik Sandell      | Emil Axelsson           | Škoda Fabia S2000         | 3:23:01.6 | 00.00.0   | 25     |
| 2 (11) | Jari Ketomaa        | Mika Stenberg           | Ford Fiesta S2000         | 3:24:57.6 | 01:56.0   | 18     |
| 3 (14) | Michał Kościuszko   | Maciek Szczepaniak      | Škoda Fabia S2000         | 3:26:08.6 | 03:07.0   | 15     |
| 4 (15) | Xavier Pons         | Alex Haro               | Ford Fiesta S2000         | 3:26:09.6 | 03:08.0   | 12     |
| 5 (20) | Eyvind Brynildsen   | Cato Menkerud           | Škoda Fabia S2000         | 3:32:37.7 | 03:15.2   | 10     |
| 6 (21) | Martin Prokop       | Jan Tománek             | Ford Fiesta S2000         | 3:33:03.7 | 10:02.1   | 8      |
| 7 (32) | Bernardo Sousa      | Nuno Rodrigues da Silva | Ford Fiesta S2000         | 3:42:47.1 | 19:45.5   | 6      |
| 8 (43) | Julien Maurin       | Gilles Thimonier        | Ford Fiesta S2000         | 3:59:58.2 | 36:56.6   | 4      |
| 9 (47) | Albert Llovera      | Borja Rozada            | Abarth Grande Punto S2000 | 4:10:07.4 | 47:05.8   | 2      |
| PWRC   |                     |                         |                           |           |           |        |
| 1 (16) | Armindo Araújo      | Miguel Ramalho          | Mitsubishi Lancer Evo X   | 3:28:48.1 | 00:00.0   | 25     |
| 2 (19) | Ott Tänak           | Kuldar Sikk             | Mitsubishi Lancer Evo X   | 3:31:14.7 | 02:26.6   | 18     |
| 3 (23) | Toshi Arai          | Daniel Barritt          | Subaru Impreza WRX STI    | 3:34:19.3 | 05:31.2   | 15     |
| 4 (26) | Alex Raschi         | Rudy Pollet             | Mitsubishi Lancer Evo X   | 3:36:34.8 | 07:46.7   | 12     |
| 5 (29) | Anders Grøndal      | Veronica Engan          | Subaru Impreza WRX STI    | 3:39:39.0 | 10:50.9   | 10     |
| 6 (31) | Wang Rui            | Pan Hongyu              | Subaru Impreza WRX STI    | 3:41:22.7 | 12:34.6   | 8      |
| 7 (35) | Hayden Paddon       | John Kennard            | Mitsubishi Lancer Evo X   | 3:49:54.1 | 21:06.0   | 6      |
| 8 (38) | Michel Jourdain Jr. | Oscar Benavente         | Mitsubishi Lancer Evo X   | 3:51:08.2 | 22:20.1   | 4      |
| 9 (48) | Nicholai Georgiou   | Joseph Matar            | Mitsubishi Lancer Evo X   | 4:11:45.1 | 47:05.8   | 2      |
| JWRC   |                     |                         |                           |           |           |        |
| 1 (22) | Jérémi Ancian       | Damien Mezy             | Suzuki Swift S1600        | 3:34:09.2 | 00:00.0   | 25     |
| 2 (24) | Hans Weijs, Jr.     | Bjorn Degandt           | Citroën C2 S1600          | 3:35:13.3 | 01:04.1   | 18     |
| 3 (27) | Thierry Neuville    | Nicolas Klinger         | Citroën C2 S1600          | 3:36:51.2 | 02:42.0   | 15     |
| 4 (30) | Mathieu Arzeno      | Renaud Jamoul           | Citroën C2 S1600          | 3:40:26.1 | 06:16.9   | 12     |
| 5 (36) | Aaron Burkart       | André Kachel            | Suzuki Swift S1600        | 3:49:55.0 | 15:45.8   | 10     |
| 6 (37) | Todor Slavov        | Dobromir Filipov        | Renault Clio R3           | 3:50:23.3 | 16:14.1   | 8      |
| 7 (39) | Harry Hunt          | Sebastian Marshall      | Ford Fiesta R2            | 3:53:52.0 | 19:42.8   | 6      |

### Wertungsprüfungen
| Tag                                   | WP                                    | Name                | Länge    | Start MESZ         | Gewinner           | Beifahrer         | Auto              | Zeit     | Ø km/h | Leader         |
| ------------------------------------- | ------------------------------------- | ------------------- | -------- | ------------------ | ------------------ | ----------------- | ----------------- | -------- | ------ | -------------- |
| Tag 1 (1. Okt.)                       | WP1                                   | Hohlandsbourg 1     | 9,90 km  | 08:43              | Sébastien Loeb     | Daniel Elena      | Citroën C4 WRC    | 05:18.0  | 112,08 | Sébastien Loeb |
| Tag 1 (1. Okt.)                       | WP2                                   | Firstplan 1         | 16,58 km | 09:01              | Sébastien Loeb     | Daniel Elena      | Citroën C4 WRC    | 08:20.3  | 119,30 | Sébastien Loeb |
| Tag 1 (1. Okt.)                       | WP3                                   | Vallée de Munster 1 | 22,33 km | 09:39              | Sébastien Loeb     | Daniel Elena      | Citroën C4 WRC    | 11:14.6  | 119,16 | Sébastien Loeb |
| Tag 1 (1. Okt.)                       | WP4                                   | Grand Ballon 1      | 24,12 km | 11:02              | Sébastien Loeb     | Daniel Elena      | Citroën C4 WRC    | 13:50.7  | 104,53 | Sébastien Loeb |
| Tag 1 (1. Okt.)                       | Service Mulhouse, 12:27 Uhr (15 Min.) |                     |          |                    |                    |                   |                   |          |        | Sébastien Loeb |
| Tag 1 (1. Okt.)                       | WP5                                   | Hohlandsbourg 2     | 9,90 km  | 14:05              | Jari-Matti Latvala | Miikka Anttila    | Ford Focus RS WRC | 05:28.5  | 108,49 | Sébastien Loeb |
| Tag 1 (1. Okt.)                       | WP6                                   | Firstplan 2         | 16,58 km | 14:23              | Sébastien Loeb     | Daniel Elena      | Citroën C4 WRC    | 08:25.1  | 118,17 | Sébastien Loeb |
| Tag 1 (1. Okt.)                       | WP7                                   | Vallée de Munster 2 | 22,33 km | 15:01              | Dani Sordo         | Diego Vallejo     | Citroën C4 WRC    | 11:13.5  | 119,36 | Sébastien Loeb |
| Tag 1 (1. Okt.)                       | WP8                                   | Grand Ballon 2      | 24,12 km | 16:24              | Jari-Matti Latvala | Miikka Anttila    | Ford Focus RS WRC | 14:28.5  | 99,98  | Sébastien Loeb |
| Tag 1 (1. Okt.)                       | Service Mulhouse, 18:37 Uhr (45 Min.) |                     |          |                    |                    |                   |                   |          |        | Sébastien Loeb |
| Tag 2 (2. Okt.)                       |                                       |                     |          |                    |                    |                   |                   |          |        | Sébastien Loeb |
| Service Mulhouse, 07:25 Uhr (15 Min.) |                                       |                     |          |                    |                    |                   |                   |          |        | Sébastien Loeb |
| WP9                                   | Klevener 1                            | 10,54 km            | 08:28    | Sébastien Loeb     | Daniel Elena       | Citroën C4 WRC    | 06:25.2           | 98,50    |        | Sébastien Loeb |
| WP10                                  | Ungersberg 1                          | 15,50 km            | 08:57    | Dani Sordo         | Diego Vallejo      | Citroën C4 WRC    | 09:20.4           | 99,57    |        | Sébastien Loeb |
| WP11                                  | Pays d’Ormont 1                       | 35,48 km            | 10:05    | Sébastien Loeb     | Daniel Elena       | Citroën C4 WRC    | 19:39.7           | 108,27   |        | Sébastien Loeb |
| WP12                                  | Salm 1                                | 13,09 km            | 11:03    | Jari-Matti Latvala | Miikka Anttila     | Ford Focus RS WRC | 07:18.9           | 107,37   |        | Sébastien Loeb |
| Service Mulhouse, 12:48 Uhr (30 Min.) |                                       |                     |          |                    |                    |                   |                   |          |        | Sébastien Loeb |
| WP13                                  | Klevener 2                            | 10,54 km            | 14:16    | Sébastien Ogier    | Julien Ingrassia   | Citroën C4 WRC    | 06:22.0           | 99,33    |        | Sébastien Loeb |
| WP14                                  | Ungersberg 2                          | 15,50 km            | 14:45    | Dani Sordo         | Diego Vallejo      | Citroën C4 WRC    | 09:31.5           | 97,64    |        | Sébastien Loeb |
| WP15                                  | Pays d’Ormont 2                       | 35,48 km            | 15:53    | Petter Solberg     | Chris Patterson    | Citroën C4 WRC    | 21:35.2           | 98,62    |        | Sébastien Loeb |
| WP16                                  | Salm 2                                | 13,09 km            | 16:51    | Petter Solberg     | Chris Patterson    | Citroën C4 WRC    | 07:35.5           | 103,46   |        | Sébastien Loeb |
| Service Mulhouse, 18:09 Uhr (45 Min.) |                                       |                     |          |                    |                    |                   |                   |          |        | Sébastien Loeb |
| Tag 3 (3. Okt.)                       |                                       |                     |          |                    |                    |                   |                   |          |        | Sébastien Loeb |
| Service Mulhouse, 07:40 Uhr (15 Min.) |                                       |                     |          |                    |                    |                   |                   |          |        | Sébastien Loeb |
| WP17                                  | Haguenau 1                            | 4,20 km             | 08:23    | Petter Solberg     | Chris Patterson    | Citroën C4 WRC    | 03:13.3           | 78,22    |        | Sébastien Loeb |
| WP18                                  | Bitche Camp 1                         | 24,70 km            | 09:32    | Dani Sordo         | Diego Vallejo      | Citroën C4 WRC    | 12:34.4           | 117,87   |        | Sébastien Loeb |
| WP19                                  | Bitche Camp 2                         | 24,70 km            | 12:10    | abgesagt           | abgesagt           | abgesagt          | abgesagt          | abgesagt |        | Sébastien Loeb |
| WP20                                  | Haguenau 2                            | 4,20 km             | 13:28    | Jari-Matti Latvala | Miikka Anttila     | Ford Focus RS WRC | 3:12.3            | 78,63    |        | Sébastien Loeb |
| Service Mulhouse, 14:34 Uhr (10 Min.) |                                       |                     |          |                    |                    |                   |                   |          |        | Sébastien Loeb |

### Gewinner Wertungsprüfungen
| WP            | Anzahl | Fahrer             | Auto              |
| ------------- | ------ | ------------------ | ----------------- |
| 1–4, 6, 9, 11 | 7      | Sébastien Loeb     | Citroën C4 WRC    |
| 5, 8, 12, 20  | 4      | Jari-Matti Latvala | Ford Focus RS WRC |
| 7, 10, 14, 18 | 4      | Dani Sordo         | Citroën C4 WRC    |
| 15–17         | 3      | Petter Solberg     | Citroën C4 WRC    |
| 13            | 1      | Sébastien Ogier    | Citroën C4 WRC    |

### Fahrer-WM nach der Rallye
| Pos. | Fahrer             | Punkte |
| ---- | ------------------ | ------ |
| 1    | Sébastien Loeb     | 226    |
| 2    | Sébastien Ogier    | 166    |
| 3    | Jari-Matti Latvala | 144    |
| 4    | Petter Solberg     | 133    |
| 5    | Dani Sordo         | 125    |

### Team-Weltmeisterschaft
| Pos. | Team                | Punkte |
| ---- | ------------------- | ------ |
| 1    | Citroën WRT         | 388    |
| 2    | Ford WRT            | 277    |
| 3    | Citroën Junior Team | 193    |
| 4    | Stobart WRT         | 140    |